# بيناكوصور
البيناكوصور هو جنس من الديناصورات الأنكيلوصوريةّ التي عاشت بين الفترتين السانتونية والكامبانية من العصر الطباشيري المتأخر، وقطنت ما هوَ اليوم منغوليا والصين. كان للبيناكوصور سمة تشريحية مُميَّزة هي امتلاكه فتحتين إلى خمس فتحات إضافية بجانب فتحتي المنخر في وجهه، غير أن أسباب وُجود هذه الفتحات والغرض منها غير معروف.

## الوصف

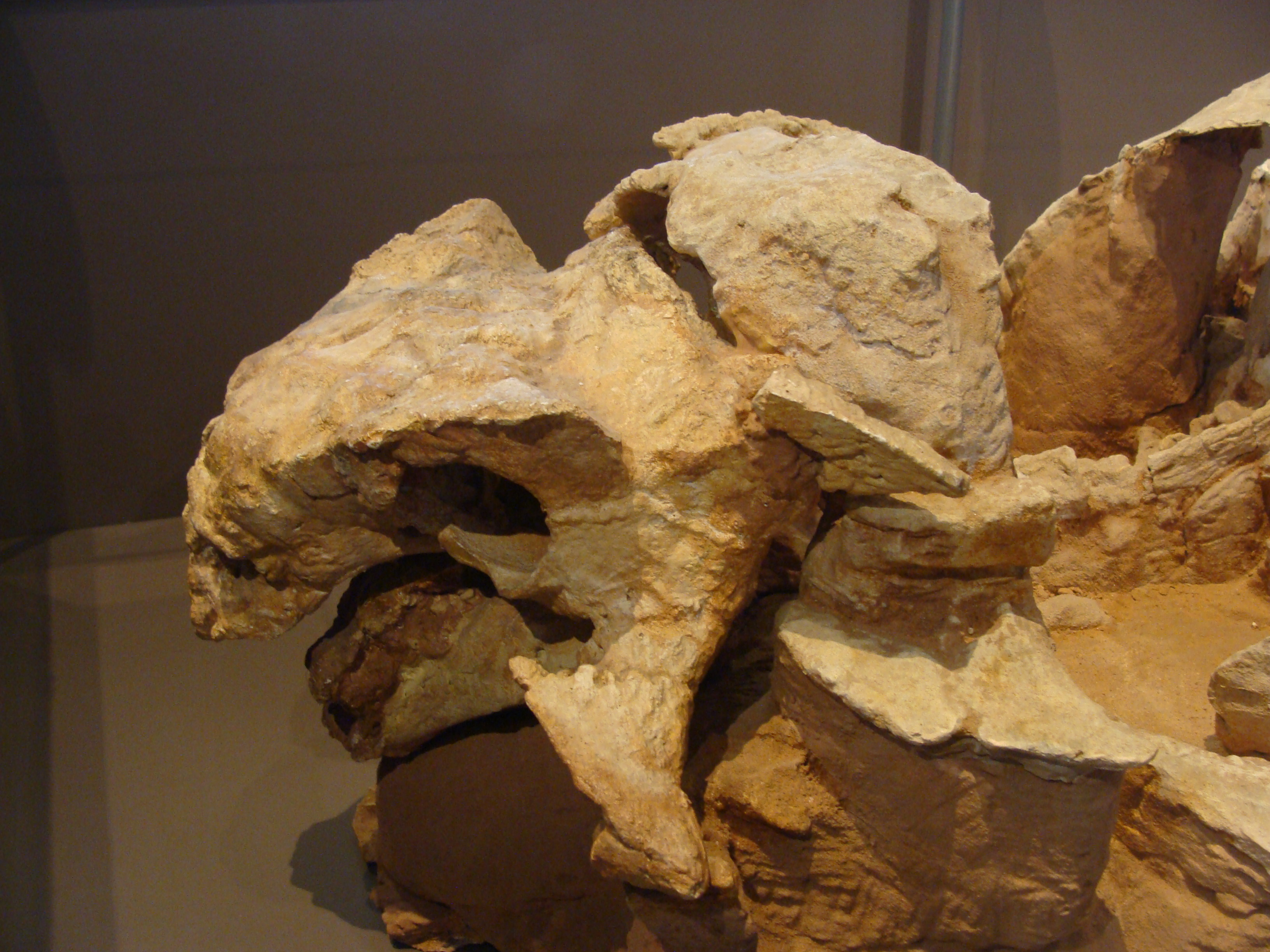
جمجمة للبيناكوصور ميفيستيسيفالوس.

كان البيناكوصور أنكيلوصوراً خفيف البنية ومتوسط الحجم، حيث بلغَ طوله 5 أمتار مثل جميع الأنكيلوصوريات الأخرى، كما كان لديه بلطة عظميَّة في مؤخرة ذيله استخدمها للدّفاع عن نفسه ضد الضواري والمفترسات التي كانَ يُمثل غذاءً لها، مثل الفيلوسيرابتور. أما السمة الأكثر غرابة فيه فهيَ وُجود فتحتين بيضاويتيّ الشكل إحداهما فوقَ الأخرى في المكان الذي يُفترض أن يُوجد فيه المنخر. تُعد هذه الفتحات سمة مُميَّزة عند البيناكوصور، لكن أعدادها تختلف، إذ أن عددها بلغ على سبيل المثال في إحدى العيّنات الموصوفة في عام 1999 أربعَ فتحات، فيما كان خمس فتحات في عينة لبينكاوصور يافع وُصفت عام 2003.

## الاكتشافات
رَعى المتحف الأمريكي للتاريخ الطبيعي عدَّة بعثات آسيوية إلى صحراء غوبي في منغوليا خلال عشرينيات القرن العشرين للتنقيب عن الديناصورات، وقد استخرجات هذه البعثات الكثير من الأحافير والبقايا من منطقة "جروف فلامنغ" الواقع ضمن تشكل دجادكوتشا بمنغوليا، وكانت من بينها أول عينة تُكتشف للبيناكوصور (العينة رقم "م.أ.ت.ط 6523)، وهي عبارة عن جمجمة مسحوقة جزئياً وفكين وشظايا عظام أخرى عثر عليها في عام 1923.
البيناكوصور هو أكثر أنكيلوصور آسيوي معروف علمياً، حيث عثر له على أكثر من 15 عينة، بينها هيكل عظميٌّ مكتمل تقريباً، فضلاً عن خمس جماجم أو أجزاء من جماجم، واكتشافين لعدة بينكاوصورات يافعة تآوت معاً لكنها نفقت في النهاية خلال عواصف رملية.